# Naturwaldreservat Neugeschüttwörth
Koordinaten: 48° 38′ 9″ N, 10° 39′ 50″ O

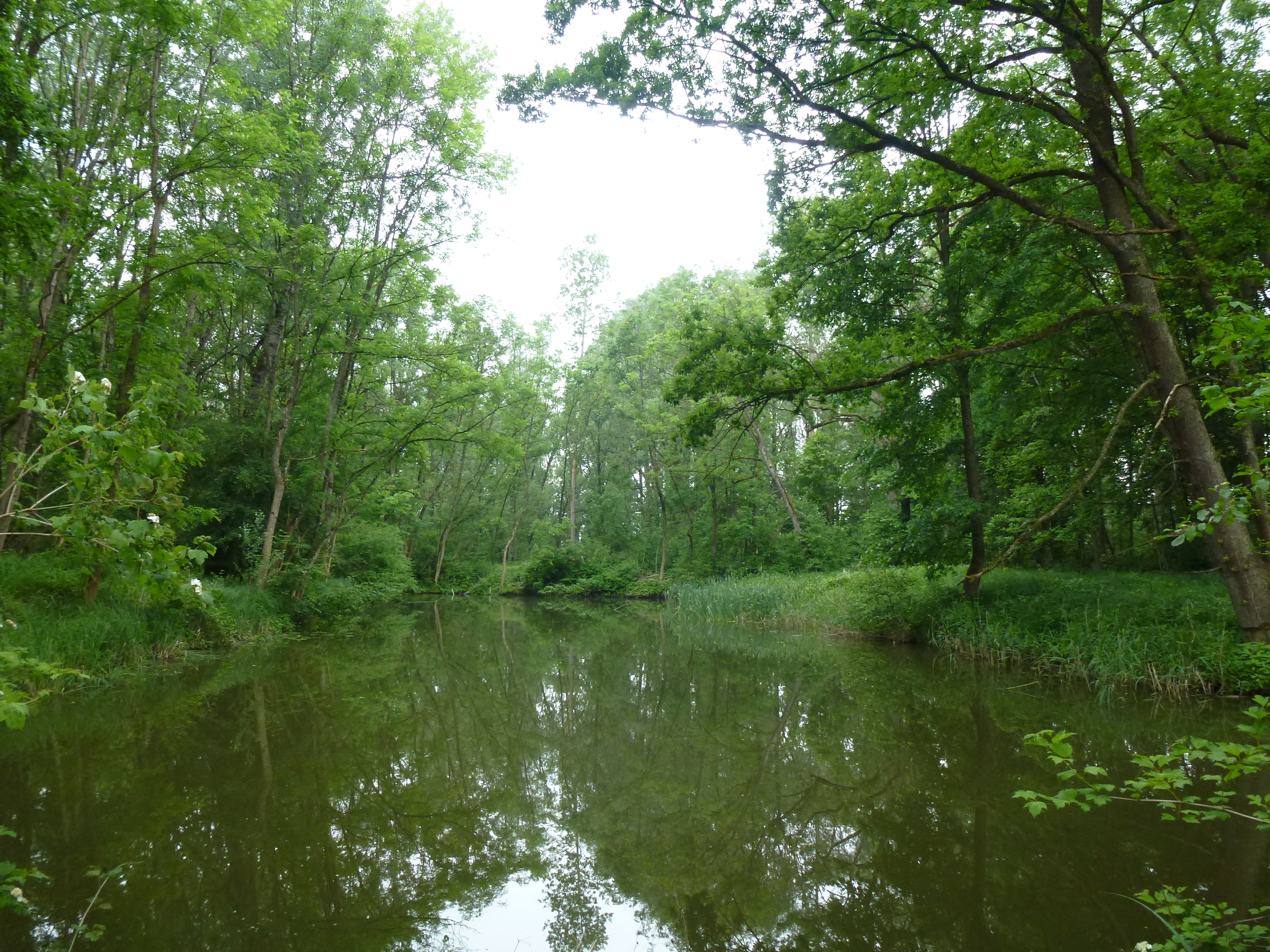
Naturschutzgebiet Naturwaldreservat Neugeschüttwörth (Mai 2014)

Das Naturschutzgebiet Naturwaldreservat Neugeschüttwörth liegt auf dem Gebiet der Gemeinde Schwenningen im schwäbischen Landkreis Dillingen an der Donau.
Das Gebiet erstreckt sich östlich von Gremheim, einem Gemeindeteil von Schwenningen, entlang der westlich fließenden Donau. Südlich des Gebietes verläuft die DLG 23, südwestlich erstreckt sich das 187,82 ha große Naturschutzgebiet Apfelwörth.

## Bedeutung
Das 43,85 ha große Gebiet mit der Nr. NSG-00113.01 wurde im Jahr 1978 unter Naturschutz gestellt. Es handelt sich um einen Auwaldkomplex der Donau mit Altwassern und „Brenne“ gegenüber Gremheim. Es ist ein Reliktraum für Wasser- und Sumpfpflanzen und Vorkommen von Wiesenvögeln.